# Dème de Paralithéi
Le dème de Paralithéi, en grec moderne : Δήμος Παραληθαίων / Dímos Paralithéon, est un dème du district régional de Tríkala, en Thessalie, Grèce. Depuis  2010, il est fusionné au sein du dème de Tríkala.
Selon le recensement de 2011, la population du dème compte 2 660 habitants.